# Ronald Maul
Ronald Maul (ur. 13 lutego 1973 w Jenie) – niemiecki piłkarz, występował na pozycji pomocnika.

## Kariera klubowa
Maul jako junior grał w klubach SV Gleistal oraz FC Carl Zeiss Jena. W 1990 roku został graczem drugoligowego klubu VfL Osnabrück. W sezonie 1992/1993 spadł z nim do Regionalligi. W 1995 roku odszedł do drugoligowej Arminii Bielefeld. W sezonie 1995/1996 awansował z nią do Bundesligi. Zadebiutował w niej 20 sierpnia 1996 w przegranym 1:2 meczu z FC St. Pauli. 28 lutego 1997 w wygranym 3:1 spotkaniu z VfL Bochum strzelił pierwszego gola w trakcie gry w Bundeslidze. W sezonie 1997/1998 spadł z klubem do 2. Bundesligi. W następnym sezonie powrócił z Arminią do Bundesligi.
W 2000 roku odszedł do innego pierwszoligowego zespołu - Hamburgera SV. Pierwszy ligowy mecz zaliczył tam 19 sierpnia 2000 przeciwko Hercie BSC (0:4). W sezonie 2000/2001 w barwach HSV rozegrał 3 ligowe spotkania.
W 2001 roku został graczem również pierwszoligowej Hansy Rostock. Zadebiutował tam 21 sierpnia 2001 w przegranym 1:3 spotkaniu z FC Schalke 04. W sezonie 2004/2005 Maul spadł z Hansą do 2. Bundesligi. Spędził tam jeszcze jeden sezon.
W 2006 roku podpisał kontrakt z drugoligowym klubem FC Carl Zeiss Jena. Tam grał do końca sezonu 2006/2007. Potem odszedł do Rot Weiss Ahlen, grającego w Regionallidze. W sezonie 2007/2008 awansował z klubem do 2. Bundesligi.

## Kariera reprezentacyjna
Maul rozegrał dwa spotkania w reprezentacji Niemiec. Zadebiutował w niej 24 lipca 1999 w przegranym 0:4 meczu fazy grupowej Pucharu Konfederacji z Brazylią. Po raz drugi w kadrze zagrał również w spotkaniu fazy grupowej tamtego Pucharu Konfederacji ze Stanami Zjednoczonymi (0:2). Ostatecznie tamten turniej Niemcy zakończyli na fazie grupowej.